# Mihail Kogălniceanu (gmina w okręgu Jałomica)
Mihail Kogălniceanu – gmina w Rumunii, w okręgu Jałomica. Obejmuje miejscowości Hagieni i Mihail Kogălniceanu. W 2011 roku liczyła 3000 mieszkańców. 